# Ophiocordyceps sinensis
Ophiocordyceps sinensis — вид аскомікотових грибів з роду Ophiocordyceps родини Ophiocordycipitaceae. Паразит комах. Інші назви — «китайський кордицепс», «ярсагумба» (тиб. དབྱར་རྩྭ་དགུན་འབུ — «влітку трава, взимку гусінь»).

## Опис
Зрілий гриб темно-коричневий, схожий на сучок, прикріплений до голови зараженої гусені. Складається з двох частин: бугристого світло-коричневого тіла гусіні, заповненого склероціями, і темно-коричневої, з гладенькою поверхнею окремої частини з перитеціями. Висота — від 4 до 8 см, іноді до 11 см, товщина — від 3 до 4 мм; вага — від 300 до 500 мг.

## Спосіб життя
Зростає на висоті від 3000 до 5000 м над рівнем моря, в тінистих місцях. Дефіцит кисню, сильні перепади температури не лише не вбивають ярсагумба, а й надають їй унікальні властивості. Паразитує на личинках і гусіні метеликів, що живуть у вологому ґрунті, або на мурахах.
Восени, напередодні сезону дощів, дорослий гриб викидає безліч спор, які розносяться вітром. При попаданні спори на личинку або гусінь вони проникають в голову комахи і проростають в її тіло. Саме в цей час, після линьки, покриви гусіні найбільш уразливі. Гриб починає рости всередині комахи, поки не витягне з неї всі соки. Втім, відбувається це поступово, в останню чергу вражаються життєво важливі органи. Він настільки заповнює гусеницю, що та не розкладається і не заражається ніякими іншими мікроорганізмами.
З настанням тепла швидко зростаючий гриб-паразит пробиває голову комахи і виходить на поверхню. Тепер донором для нього служить коренева система трав, що ростуть поруч[уточнити].

## Розповсюдження
Поширений у Непалі, Бутані, Індії, Тибеті (КНР).

## Використання
В давнину китайці вірили, що кому пощастить знайти ярсагумба, чекають великі зміни в долі, довга чоловіча спроможність і привабливість для осіб протилежної статі. Перша згадка цього властивості в тибетській медицині міститься у праці «Про тисячі ліків», автором якого був Зуркхар Ньямн'ї Дордже (1439—1475). У китайських джерелах воно вперше згадується в 1649 році.
Цілющі властивості цього гриба були виявлені пастухами, які помітили незвичайну активність худоби, що поїла цього гриба. З тих пір його стали збирати і використовувати як тонізуючий засіб. Тривалий час використовувалося лише імператорами династій Мін та Цін.
Має властивості на кшталт антибіотика. Тому для приготування лікарських препаратів використовують обидві частини гриба. Гриб солодкий на смак і має приємний запах. Ліки з гриба здатні вилікувати туберкульоз, позбавити від проблем з печінкою, нирками, шлунком, від зубного болю, болю в спині. Ярсагумба допомагає впоратися з лейкемією, рятує від депресії, відновлює організм після тривалої хвороби.
Крім того, цей природний афродизіак активно впливає на статеві гормони і центри сексуального збудження в мозку. Результати досліджень показали, що цей гриб допомагає повернути повноцінне сексуальне здоров'я 86 % жінок і 67 % чоловіків.
Непальці подрібнений гриб варять в молоці або настоюють на алкоголі, потім додають до чаю або супу. У країнах Європи препарати на основі ярсагумба продаються в магазинах, що спеціалізуються на засобах народної медицини.
Нині[коли?] ринок цього гриба оцінюється в 600—700 млн доларів на рік, але збільшується рік від року. Так, у 1997 році 1 кг цього гриба коштував 8400 юаней, 2002 року — 24 тис., 2006 року — 50 тис. (дані для грибів середніх розмірів у Лхасі), 2012 року — вже 120 тис., 2013 року — 125—500 тис. юаней. (1USD = 6,90Yuan)

## В політиці
Гриб зіграв важливу роль в маоїстському повстанні в Непалі 1996—2006 років. Маоїсти, які гостро потребували гроші, у 2000 році взяли під контроль північно-східний район Долпо (один з важливих центрів «добування» Ophiocordyceps sinensis). Щоб зробити надходження доходів безперебійним, вони розмістили тут велике повстанське військо. З кожного збирача стягували «революційний податок». Також вони примушували перекупників заплатити за кожен кілограм гриба, що вивозився з області Долпо.